# Репродукционный процесс
Репродукционный процесс — процесс воспроизведения оригинала изображения с получением его копии (репродукции).

## Объекты репродукционного процесса
- Оригинал — изображение или сцена. Является тем объектом, репродукцию которого требуется получить.
- Репродукция — изображение, получаемое в результате репродукционного процесса. В той или иной степени соответствует оригиналу. Иногда о репродукции говорят как о копии оригинала, однако всегда нужно учитывать тот факт, что репродукция является синтезированным объектом.

## Стадии репродукционного процесса
Репродукционный процесс можно разделить на 3 стадии:
1. анализ оригинала;
2. коррекция информации;
3. синтез репродукции.

Каждая стадия обычно сопровождается потерями информации.
Задача каждой стадии состоит в том, чтобы преобразовать входную информацию в вид, пригодный для использования на следующей стадии. В том случае, когда синтез репродукции может быть выполнен непосредственно на основании информации, полученной при анализе оригинала, стадия коррекции может отсутствовать.
Некорректно утверждение о том, что при использовании цифрового изображения в качестве «оригинала», стадия анализа отсутствует, поскольку, в данном случае, анализ был произведён ранее, и, возможно, независимо от последующих стадий. Даже в том случае, когда производится синтез не физического объекта, а модели, созданной с помощью компьютера, можно говорить об анализе такой модели.
На стадии коррекции информация об оригинале может носить отличный от изобразительной характер (математические поля, такие, как случайные поля Маркова, вейвлеты, вербальное представление). Репродукция же всегда является изображением.
Необходимо отметить, что устройства, реализующие вышеописанные процессы, часто интегрируют в себе несколько из них. Так устройство анализа, почти всегда выполняет и часть коррекционных процедур. Например, даже традиционная фотоплёнка изготавливается с учётом определённой контрастной характеристики, отвечающей тому или иному назначению плёнки. С распространением цифровых технологий, почти каждый современный фотоаппарат реализует функции цифровой фильтрации изображений и может самостоятельно подготовить изображение к печати. Существуют и полностью замкнутые, автономные репродукционные системы. Однако всегда, в любом устройстве или материале можно выделить компоненты, отвечающие за анализ, коррекцию и синтез.

### Анализ
Анализ оригинала производится для того, чтобы получить необходимую долю информации о нём. Данное утверждение остаётся справедливым как для традиционных фотомеханических процессов, так и для современных процессов сканирования и цифровой фотографии. Любой из этих процессов предполагает получение набора оптических характеристик физического объекта (или его модели). При этом остальные параметры объекта, как правило, не учитываются. Спектр получаемого сигнала ограничен возможностями аппаратуры и соображениями рациональности.
Зачастую при репродуцировании изображения (съемки фото и видео) на стадии анализа применяют специфические цветовые таблицы (чекеры), содержащие в себе множество цветов, значения которых заранее известно, либо уточняется с помощью специальной аппаратуры (спекрофометров). Такие таблицы позволяют приемлемо передать цветовое наполнение оригинала (являясь стандартом де-факто кино-индустрии, и фото-репродуцирования картин). В последующем информация о цветах таблицы, снятой вместе (или при тех же условиях сцены)с оригиналом — является эталоном при восстановление цветового баланса изображения, и точной передачи специфических оттенков. Однако данный метод имеет ряд минусов — в частности, цветовые пигменты оригинала и чекера зачастую химически различны, что приводит к некорректному восстановлению цвета по отношению к произвольному освещению. Тщательный анализ и подбор (а иногда и создание) эталонов под оригинал способен сильно упростить задачи по восстановлению оригинальных цветов, и прогнозированию поведения копии в разных условиях просмотра. Так же на стадии анализа могут быть скорректированы запросы к способностям оборудования, а также характеристики пространства (физического или цифрового)в котором планируется просмотр копии.

### Обработка (процесс преобразования) информации
Информация об оригинале, полученная на предыдущей стадии анализа, как правило, требует некоторой коррекции, прежде чем она может быть использована для синтеза репродукции на следующей стадии. Частота сигнала, получаемого с анализирующего устройства может быть сравнительно легко приведена в соответствие с требуемой частотой работы синтезирующего устройства, но для получения требуемой амплитуды обычно необходимо использование вычислений.
Поскольку пороговая чувствительность зрения ограничена, а процесс синтеза сопровождается некоторым уровнем шумов, то уменьшение амплитуды воспроизводимого сигнала приводит к потерям информации — слишком малые величины не могут быть восприняты человеком или теряются среди шума. Поэтому процесс коррекции часто требует выполнения нелинейных вычислений для того, чтобы сохранить одну часть информации за счёт потери другой части.
Если процессы анализа и синтеза рассматриваются в контексте физических процессов работы датчиков, излучателей и т.п, то необходимо учитывать, что коррекция также может являться частью этих физических процессов. Так например, свойства краски влияют на получаемый в результате оттиск и, таким образом, вносят свой вклад в коррекцию информации.

### Синтез
Синтез репродукции заключается в преобразовании скорректированной информации об оригинале в форму, пригодную для непосредственного зрительного восприятия или требующую для такого восприятия одного лишь источника света. Примерами репродукции могут служить оттиск и видеоизображение. Синтез является обратным процессом по отношению к анализу. Если при анализе сигнал является результатом, то синтез происходит под управлением этого сигнала.